# Madison Center (Connecticut)
Madison Center statisztikai település az USA Connecticut államában, New Haven megyében. Lakosainak száma 2250 fő (2020. április 1.).

## Népesség
A település népességének változása:

| 2010 | 2 290 |
| 2020 | 2 250 |